# Croca
Croca é uma povoação portuguesa sede da Freguesia de Croca do Município de Penafiel, freguesia com 6,09 km² de área e 1792 habitantes (censo de 2021), tendo, por isso, uma densidade populacional de 294,3 hab./km².
Anualmente por ali passa o Rali Sentir Penafiel, com um dos troços a ter início no lugar de Pedrantil, seguindo depois para a freguesia vizinha de Duas Igrejas.

## Demografia
A população registada nos censos foi:
| Distribuição da População por Grupos Etários | Distribuição da População por Grupos Etários | Distribuição da População por Grupos Etários | Distribuição da População por Grupos Etários | Distribuição da População por Grupos Etários |
| -------------------------------------------- | -------------------------------------------- | -------------------------------------------- | -------------------------------------------- | -------------------------------------------- |
| Ano                                          | 0-14 Anos                                    | 15-24 Anos                                   | 25-64 Anos                                   | > 65 Anos                                    |
| 2001                                         | 390                                          | 318                                          | 890                                          | 166                                          |
| 2011                                         | 340                                          | 242                                          | 982                                          | 203                                          |
| 2021                                         | 248                                          | 229                                          | 1049                                         | 266                                          |